# Dasà
Dasà è un comune italiano di 1 065 abitanti in provincia di Vibo Valentia in Calabria. 

## Geografia fisica
Dasà si trova a sud-est di Vibo Valentia, ad un'altitudine media di 298 m s.l.m., sul versante tirrenico delle Serre. Ha fatto parte della Comunità Montana dell'Alto Mesima insieme ai comuni di Acquaro, Arena, Dinami, Gerocarne, Joppolo, Pizzoni, Sorianello, Soriano Calabro e Vazzano e poi, fino allo scioglimento avvenuto nel 2013, della Comunità Montana Alto Mesima/Monte Poro, formata dai comuni di Dasà, Acquaro, Arena, Sorianello e quelli del Monte Poro.

## Origini del nome
Il suo nome significa "zona boscosa", zona alberata, e deriva dal greco dàsos, δάσος, ossia "foresta".

## Storia
Fu casale di Arena e feudo dei Culchebret. L'abitato fu ricostruito due volte dopo il terremoto del 1783 ed il terremoto del 1905.

### Simboli
Lo stemma e il gonfalone sono stati concessi con DPR del 23 gennaio 1984.
Il gonfalone è un drappo partito di rosso e di azzurro.

## Monumenti e luoghi d'interesse
- Il monumento ai caduti della prima guerra mondiale opera dello scultore Torquato Tamagnini costruito, a spese dei dasaesi emigrati a Stamford Connecticut USA, nel 1929.
- Chiesa Maria Santissima Consolazione, edificata nel corso del 1400 contenente la pregiatissima statua di Maria Santissima della Consolazione. Della stessa statua rimangono ignoti artista e epoca ma si suppone possa risalire al 1400; si pensa sia arrivata nel borgo, trainata da un carro di buoi, dalla vicina località di Bracciare a seguito di un incendio che distrusse la cappella in cui era conservata. Le feste a lei dedicata si svolgono al culmine della settimana pasquale (lunedì dell'Angelo e Martedì di Galilea) e il 31 di Maggio come termine del mese Mariano. In suo nome, il 31 Maggio di ogni anno, viene assegnata "La Carezza Della Consolazione": una donazione, da parte del popolo dasaese, nei confronti di situazioni di difficoltà e bisogno che prontamente vengono scelte a votazione cada anno.
- Crocefisso ligneo risalente al 1600, esposto sull'altare della chiesa matrice dedicata ai santi protettori Nicola e Michele Arcangelo.
- Mulino di donna Bettina, antico mulino in pietra ancora funzionante che presenta la caratteristica di avere il doppio ingresso per il flusso acqueo permettendo la macina continua.

## Società

### Evoluzione demografica
Abitanti censiti

## Cultura

### Eventi
La principale festa religiosa di Dasà è la 'Ncrinata (o Affruntata), rito religioso che rappresenta l'incontro della Madre col Cristo risorto con l'intermediazione di san Giovanni. Si svolge il martedì dopo la domenica di Pasqua. Nel 2017 l'amministrazione comunale, presieduta dal sindaco Raffaele Scaturchio, l'ha istituita come festa patronale. Dal 2018 è stato istituito il premio "'Ncrinata di Dasà" assegnato a personalità paesane e calabresi che si sono distinte per il loro operato.
Nei giorni 8 e 9 dicembre si svolge, per le strade del borgo, la tradizionale fiera in onore dell'Immacolata.

## Economia
L'economia è basata principalmente sul commercio e sulla produzione di olive. Da rilevare che piante di ulivi secolari si trovano in località Bracciara di Dasà.

## Infrastrutture e trasporti
Il comune è interessato dalle seguenti direttrici stradali:

## Amministrazione
| Periodo         | Periodo         | Primo cittadino          | Partito                             | Carica                    | Note |
| --------------- | --------------- | ------------------------ | ----------------------------------- | ------------------------- | ---- |
| 23 aprile 1995  | 13 giugno 1999  | Giuseppe Malvaso         | lista civica di centro-sinistra     | sindaco                   |      |
| 13 giugno 1999  | 27 maggio 2002  | Luciano Scaturchio       | Rifondazione Comunista lista civica | sindaco                   |      |
| 27 maggio 2002  | 28 maggio 2007  | Francesco Antonio Romanò | lista civica                        | sindaco                   |      |
| 28 maggio 2007  | 7 maggio 2012   | Gabriele Corrado         | lista civica                        | sindaco                   |      |
| 7 maggio 2012   | 13 ottobre 2015 | Giuseppe Corrado         | lista civica Per il bene comune     | sindaco                   |      |
| 13 ottobre 2015 | 5 giugno 2016   |                          |                                     | commissario straordinario |      |
| 5 giugno 2016   | in carica       | Raffaele Scaturchio      | lista civica Dasà insieme           | sindaco                   |      |